# Ayrshire and Arran

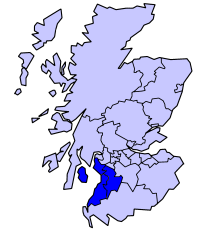
Ligging van Ayrshire and Arran in Schotland.

Ayrshire and Arran is een lieutenancy area in het westen van Schotland met een oppervlakte van 3369 km². Het telt 367.100 inwoners. Ayrshire and Arran bestaat uit drie raadsgebieden: East Ayrshire, North Ayrshire en South Ayrshire.
Aberdeen · Aberdeenshire · Angus · Argyll and Bute · City of Edinburgh · Clackmannanshire · Dumfries and Galloway · Dundee City · East Ayrshire · East Dunbartonshire · East Lothian · East Renfrewshire · Falkirk · Fife · Glasgow City · Highland · Inverclyde · Midlothian · Moray · Na h-Eileanan Siar (Buiten-Hebriden) · North Ayrshire · North Lanarkshire · Orkney Islands · Perth and Kinross · Renfrewshire · Scottish Borders · Shetland Islands · South Ayrshire · South Lanarkshire · Stirling · West Dunbartonshire · West Lothian
Zie ook: lieutenancy areas, de vroegere regio's en graafschappen